# Amarte es un placer
Amarte es un placer è il sedicesimo album di Luis Miguel pubblicato nel 1999.

## Tracce
1. Tu Mirada – 4:09 (testo: Alejandro Asensi – musica: Luis Miguel, Francisco Loyo)
2. Soy Yo – 3:55 (testo: Armando Manzanero – musica: Armando Manzanero)
3. Sol, Arena y Mar – 3:18 (testo: Luis Miguel, Arturo Perez – musica: Francisco Loyo, Salo Loyo)
4. O Tú O Ninguna – 3:16 (testo: Juan Carlos Calderón – musica: Juan Carlos Calderón)
5. Quiero – 4:36 (testo: Luis Miguel, Roland Kortbawi, Alejandro Asensi – musica: Francisco Loyo)
6. Dormir Contigo – 4:15 (testo: Armando Manzanero – musica: Armando Manzanero)
7. Dímelo En Un Beso – 4:36 (testo: Luis Miguel, Salo Loyo – musica: Francisco Loyo, Victor Loyo)
8. No Me Fío – 3:45 (testo: Juan Carlos Calderon – musica: Juan Carlos Calderon)
9. Te Propongo Esta Noche – 6:11 (testo: Luis Miguel, Juan Carlos Calderón, Arturo Perez, Alejandro Asensi – musica: Luis Miguel, Juan Carlos Calderon)
10. Tú Sólo Tú – 4:19 (testo: Luis Miguel, Arturo Perez – musica: Luis Miguel)
11. Ese Momento – 3:49 (testo: Armando Manzanero – musica: Armando Manzanero)
12. Amarte Es Un Placer – 3:31 (testo: Juan Carlos Calderón – musica: Juan Carlos Calderón)